# Sixtine Malaterre
Pour les articles homonymes, voir Malaterre.
Sixtine Malaterre, née le 11 août 1987, est une kayakiste française. 

## Carrière
Sixtine Malaterre est médaillée d'argent en K1 sprint par équipe aux Championnats du monde de descente 2010 à Sort. Aux Championnats du monde de descente 2011 à Augsbourg, elle est médaillée d'argent en K1 sprint individuel et en K1 sprint par équipe. Elle remporte la médaille d'or en K1 classique par équipe, la médaille d'argent du K1 classique individuel et du K1 sprint par équipe et la médaille de bronze du K1 sprint individuel  aux Championnats du monde de descente 2012 à Mâcot-la-Plagne.
Aux Championnats du monde de descente 2013 à Solkan, elle est médaillée de bronze en K1 sprint individuel et championne du monde de K1 sprint par équipe. 
Aux Championnats du monde de descente 2014 à Valteline, elle est sacrée championne du monde en K1 classique par équipe. Elle est également médaillée d'argent en K1 sprint par équipe et médaillée de bronze en K1 sprint individuel.